# Sonchus grandifolius
Sonchus grandifolius (Engels: Chatham Island sow thistle) is een plantensoort uit de composietenfamilie (Asteraceae). Het is een stevige, kruidachtige plant met een wortelstok. Rechtopstaande planten kunnen wanneer ze bloeien of vruchtdragend zijn een groeihoogte bereiken van 0,8 tot 1,5 meter. Wanneer delen van de plant doorgesneden worden, komt een melkachtig latex vrij. 
De soort komt voor op Chathameilanden, gelegen in de Stille Oceaan ten oosten van Nieuw-Zeeland. De soort wordt aangetroffen op Chatham Island, Pitt Island, Mangere Island, Little Mangere, Rabbit Island, South East Island en andere kleinere eilandjes en stacks. Hij groeit daar aan de kust, zowel in zandduinen als op kliffen en puinhellingen.

## Synoniemen
- Embergeria grandifolia (Kirk) Boulos